# Josef Haeseldonckx
Josef Haeseldonckx (* 19. Juni 1941 in Eindhout, Laakdal)  ist ein ehemaliger belgischer Radrennfahrer.

## Sportliche Laufbahn
Er hatte bereits einige internationale Rennen gewonnen, als er 1963 für die Internationale Friedensfahrt nominiert wurde. Dort zeichnete er sich mit einer enormen Sprintfähigkeit aus und gewann die Sonderwertung des sprintstärksten Fahrers (Violettes Trikot). Im Gesamtklassement wurde er als 15. klassiert und wurde viermal Zweiter bei den Etappenankünften. Zweimal trug er das gelbe Trikot des Führenden.
Zum Ende der Saison 1963 hatte er 23 Rennen gewonnen und wechselte in die Klasse der Unabhängigen, in der er die Flandern-Rundfahrt und zwei Etappen der Belgien-Rundfahrt für Unabhängige gewann. 1965 erhielt er dann einen Vertrag als Berufsfahrer. Neben kleineren Rennen gewann er die Ronde van Brabant 1965.